# Certosa di Pleterje
La Certosa di Pleterje (in sloveno Kartuzijanski samostan Pleterje; in tedesco Kartause Plettriach, anche Pleterjach,  Pletriach, o Pleteriach )
 
è un monastero certosino, sito nel villaggio di Drča vicino a Šentjernej in Slovenia, l'unico monastero di tale ordine tuttora esistente nel paese.

## Storia

### Prima fondazione
Il monastero, situato in una valle ai piedi dei monti Gorjanci, fu fondato nel 1403 dal conte Hermann II di Celje e la sua costruzione fu completata nel 1407.
Il mistico e teologo austriaco Nikolaus Kempf fu qui priore dal 1447 al 1451 e di nuovo dal 1462 al 1467.
Nel 1471 un'incursione ottomana distrusse gli edifici, che furono ricostruiti in modo molto più robusto e più facilmente difendibile.

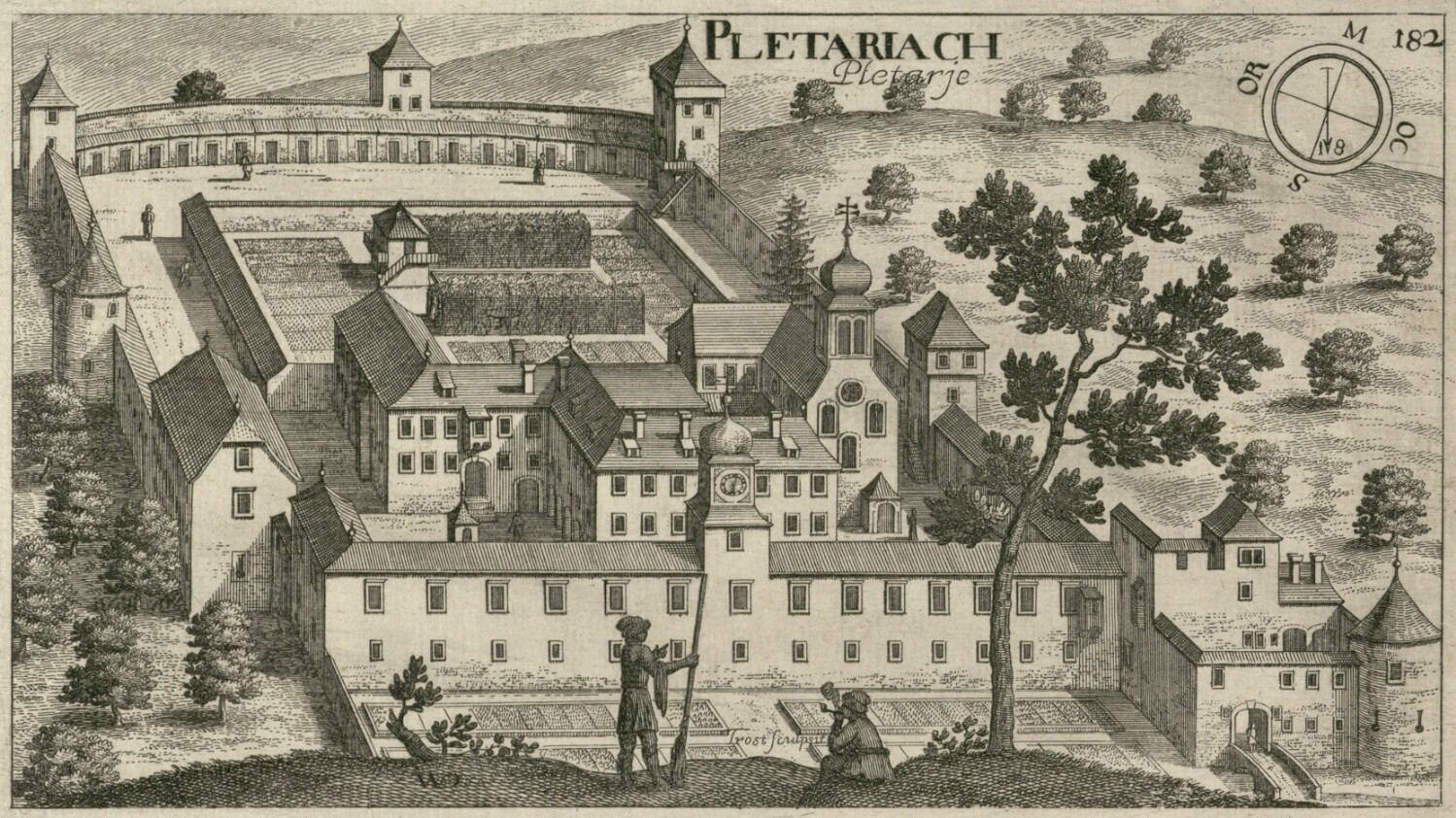
La certosa in una incisione del 1670

Dopo un lungo periodo di decadenza l'arciduca Ferdinando II d'Austria Interna donò il monastero nel 1595 ai Gesuiti di Lubiana. Quando i Gesuiti furono soppressi nel 1772, Pleterje divenne proprietà dello Stato. Nel 1839 passò in mani private

## Seconda fondazione
Nel 1899 i certosini riacquistarono il sito e iniziarono la costruzione di un nuovo monastero, che fu completato cinque anni dopo.
Durante la seconda guerra mondiale la Certosa subì gravi danni quando nel 1943 fu incendiata dai partigiani comunisti.

## Oggi

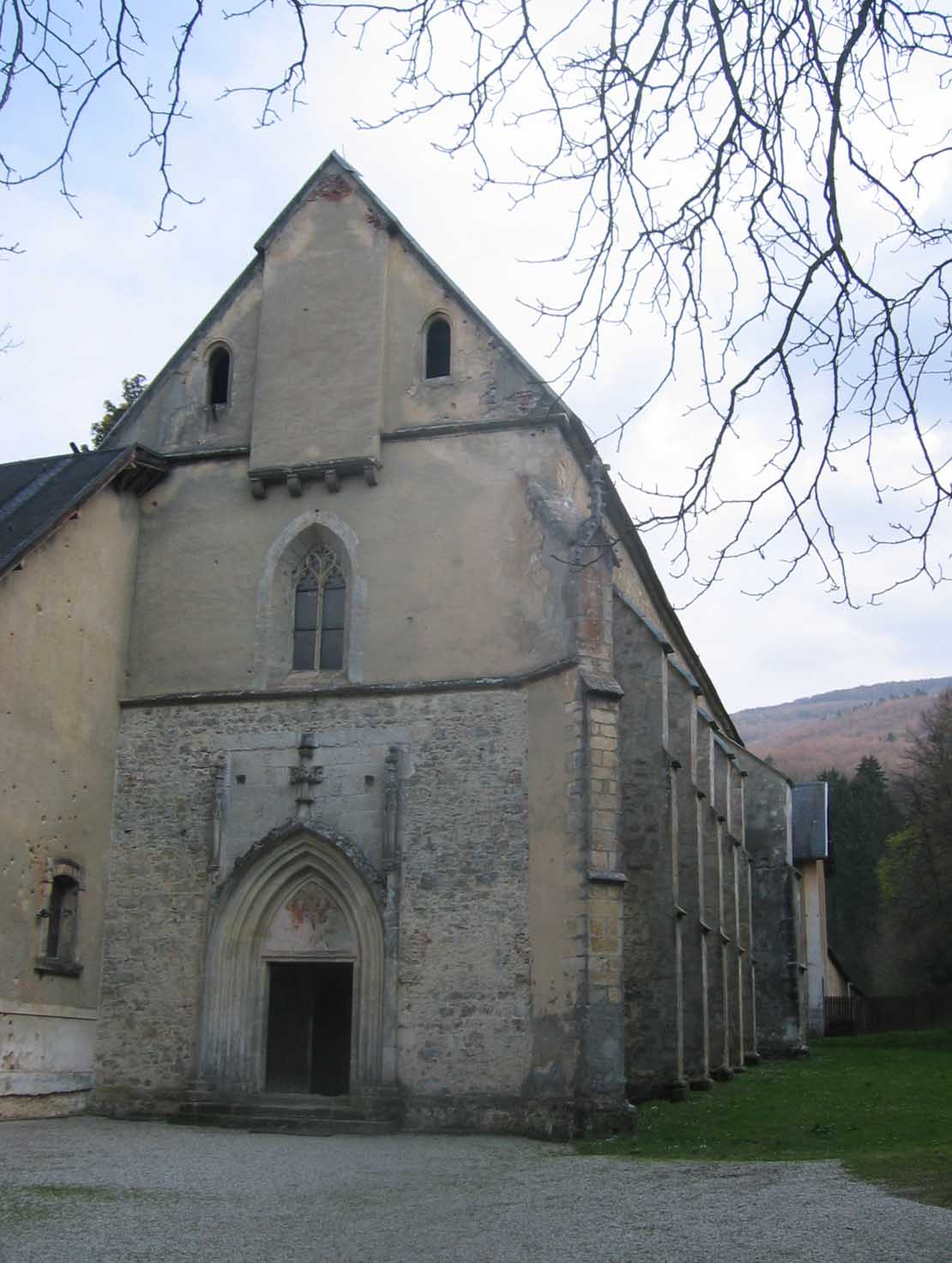
Certosa di Pleterje: la chiesa medievale

La Certosa è rimasta fino ad oggi un monastero certosino. Gli edifici risalgono alla seconda fondazione alla fine del XIX secolo, ad eccezione della chiesa gotica, dedicata alla Santissima Trinità, che sopravvive del precedente monastero.

### Produzione
I monaci coltivano 30 ettari di terreno, principalmente per frutta e miele, che vendono e da cui producono anche vino, acquaviti di frutta (soprattutto acquavite di pere), idromele e candele di cera d'api.

### Collezione d'arte

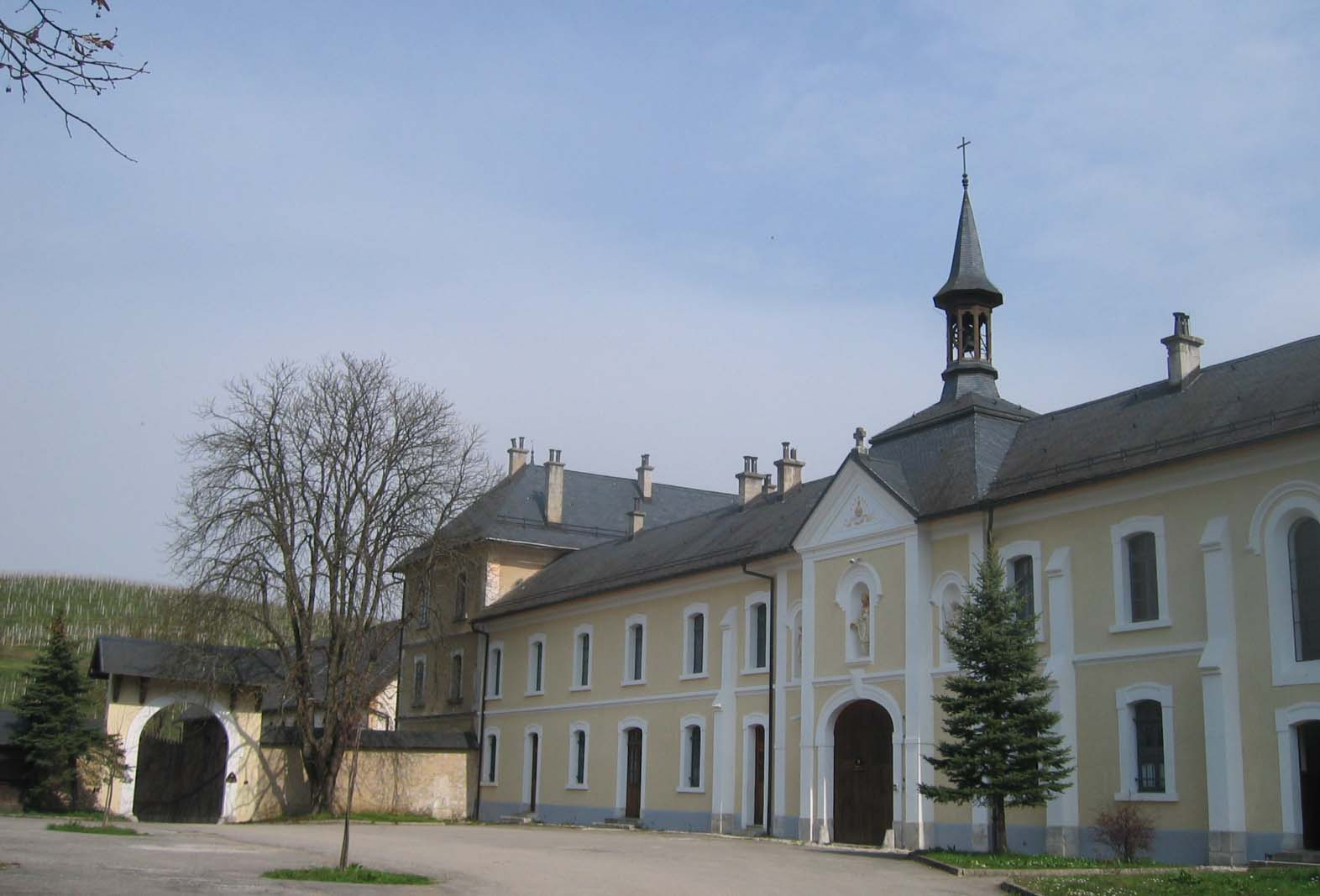
Certosa di Pleterje: edifici monastici

La comunità di Pleterje è proprietaria di una significativa collezione di diverse decine di dipinti, che per la quiete e sicurezza della comunità sono stati depositati in prestito permanente per l'esposizione in una galleria a Kostanjevica na Krki. I dipinti risalgono al XVII e XVIII secolo e sono attribuiti ad artisti fiamminghi, francesi, italiani e tedeschi. Sembra che siano stati portati a Pleterje al seguito di monaci quivi riparati nel 1904 dalla certosa di Bosserville in Lorena.

### Museo

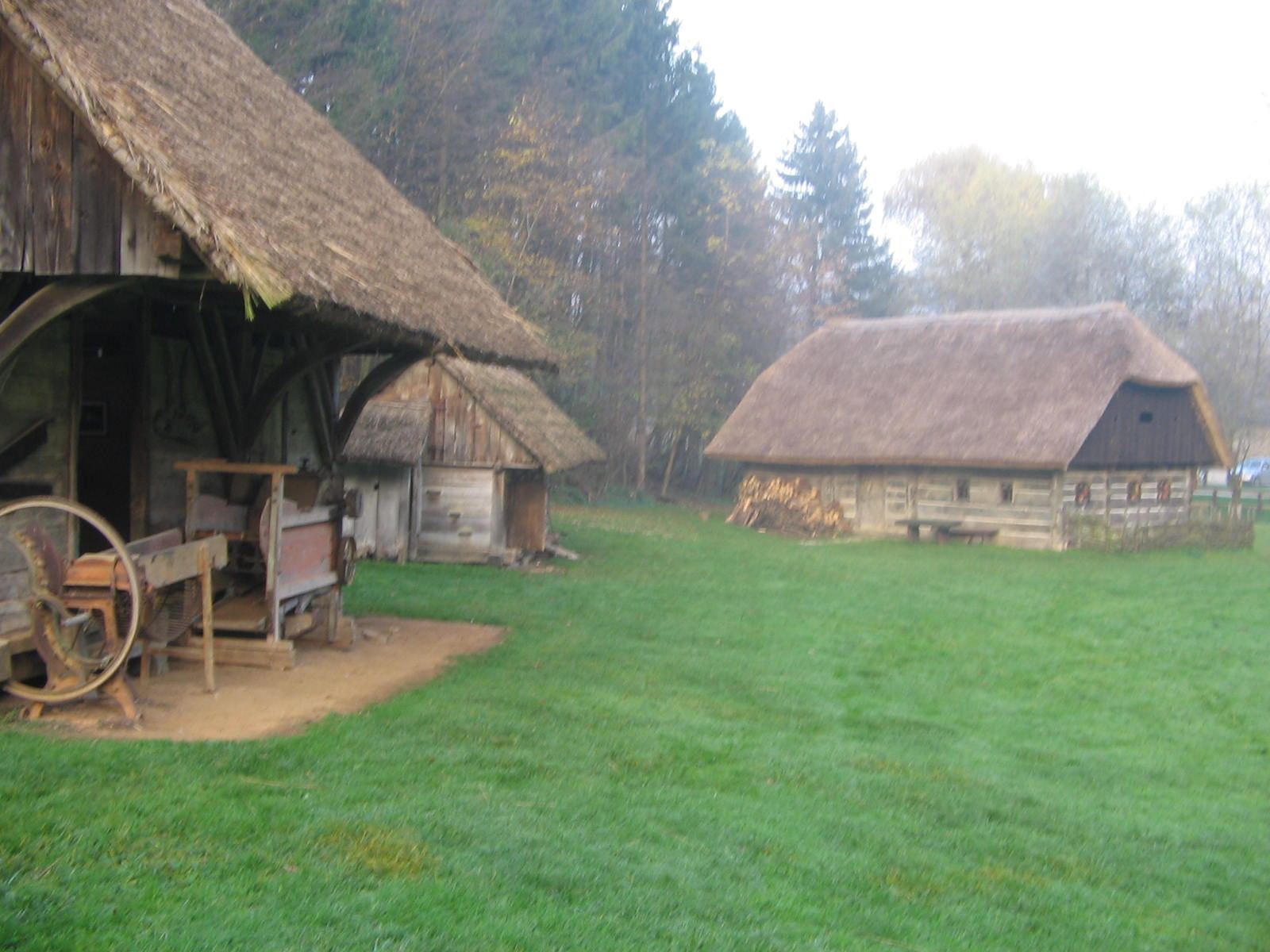
Certosa di Pleterje: il museo all'aperto

Il monastero ospita un'esposizione di oggetti provenienti dalle collezioni del Museo di storia locale della Dolenjska e su una parte delle sue terre sorge il Museo all'aperto con tipiche costruzioni contadine slovene.